# El mensaje de Gabriel

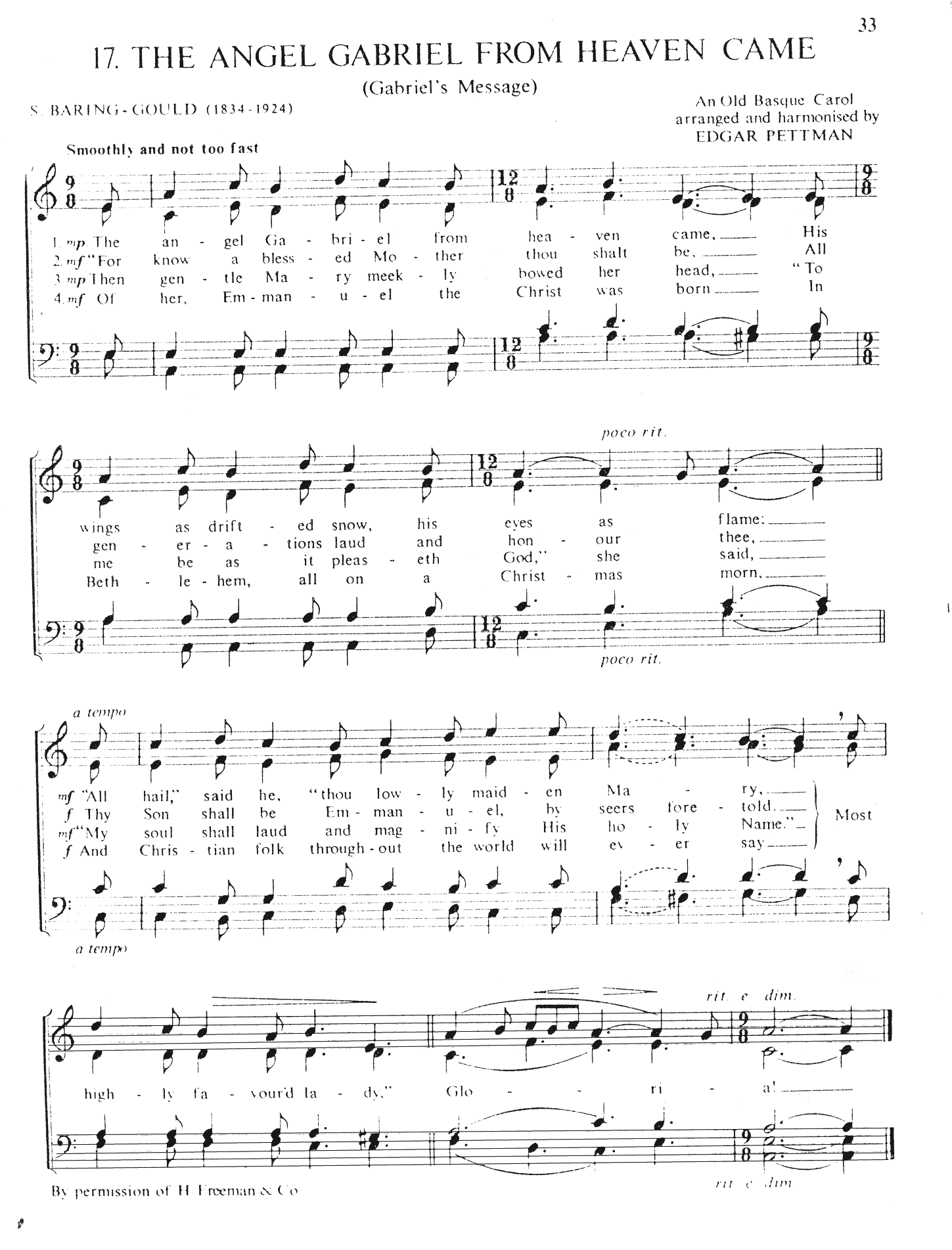
Partitura

"El mensaje de Gabriel" o "El ángel Gabriel del cielo vino" (vasco: Birjina gaztetto bat zegoen, Había una joven Virgen) es un villancico popular vasco sobre la Anunciación a la Virgen María por el arcángel Gabriel. 

## Texto
El villancico narra el relato bíblico de aquel acontecimiento (Lucas, Capítulo 1, versículos 26-38) y del Magnificat (Lucas 1.46-55).
| Vasco | Castellano |
| --- | --- |
| Birjina gaztetto bat zegoen kreazale Jaonaren othoitzen, nuiz et'ainguru bat lehiatu beitzen zelutik jaitxi mintzatzera haren. Ainguria sartzen, diolarik: «Agur, graziaz zira betherik, jaona da zurekin, benedikatu zira eta haitatu emazten gañetik». María ordian duluratu, eta bere beithan gogaratu zeren zian uste gabe ebtzuten hura agur erraiten. Hanbat zen lotsatu. «Etzitela, ez, lotsa, María; jinkoatan bathu'zu grazia: zuk duzu sabelian ernaturen, eta haor bat sorthuren Jesus datiana». Harek, duluraturik, harzara: «Bena nula izan daite hola, eztudanaz gizunik ezagutzen, ez eta ezaguturen batere sekula?». «Ezpiritu saintiak huntia izanen duzu hori, María». zu zirateke, ber ordian, ama bai et'ere birjina, mundian bakhoitza. Maríak arrapostu ordian: «Hao naizu Jinkoren zerbutxian, zuk errana nitan biz konplitu». jaona aragitu haren sabelian. O Jinkoaren ama saintia, bekhatugilen urgaitzarria, zuk gitzatzu lagunt, bai Jinkoaren, baita berthutiaren bihotzez maithatzen. | El ángel Gabriel vino del Cielo, sus alas como la deriva de la nieve, sus ojos como llama, Salud para todos, dijo él, "tú doncella humilde María, muy favorecida Señora. ¡Gloria!, ¡Gloria! Has de saber, que una madre bendita tú serás, todas las generaciones te alabarán y te honrarán, tu Hijo será Emmanuel, por los profetas anunciado.! muy favorecida Señora. ¡Gloria!, ¡Gloria! Entonces la gentil María dócilmente inclinó su cabeza, Que así sea, como le complace a Dios, dijo, Mi alma alabará y magnificará su santo Nombre. muy favorecida Señora. ¡Gloria!, ¡Gloria! De ella, Emmanuel, el niño, nació. En Belén, en una mañana de Navidad, Y el pueblo cristiano en todo el mundo dirá siempre, muy favorecida Señora. ¡Gloria!, ¡Gloria! |

## Historia
Fue recogido por el compositor francés Charles Bordes y publicado en el libro Cent Chansons populaires basques de la serie Archives de la tradition basque, en 1895 . El villancico fue traducido al inglés por el sacerdote anglicano Sabine Baring-Gould, quien había residido un invierno en el País Vasco. Su versión redujo el número de estrofas a cuatro. Es un villancico relativamente popular en el Reino Unido, donde generalmente se interpreta en inglés con la versión que Edgar Pettman publicó en su libro Modern Christmas Carols, en 1892.
En 2012, el trío Kalakan hizo e interpretó una versión de esta canción basada en el original en euskera durante la introducción del espectáculo de Madonna MDNA tour.
El uso de la frase "muy favorecida Señora" hizo que fuera el villancico favorito del obispo de Oxford Richard Harries.

## Grabaciones discográficas

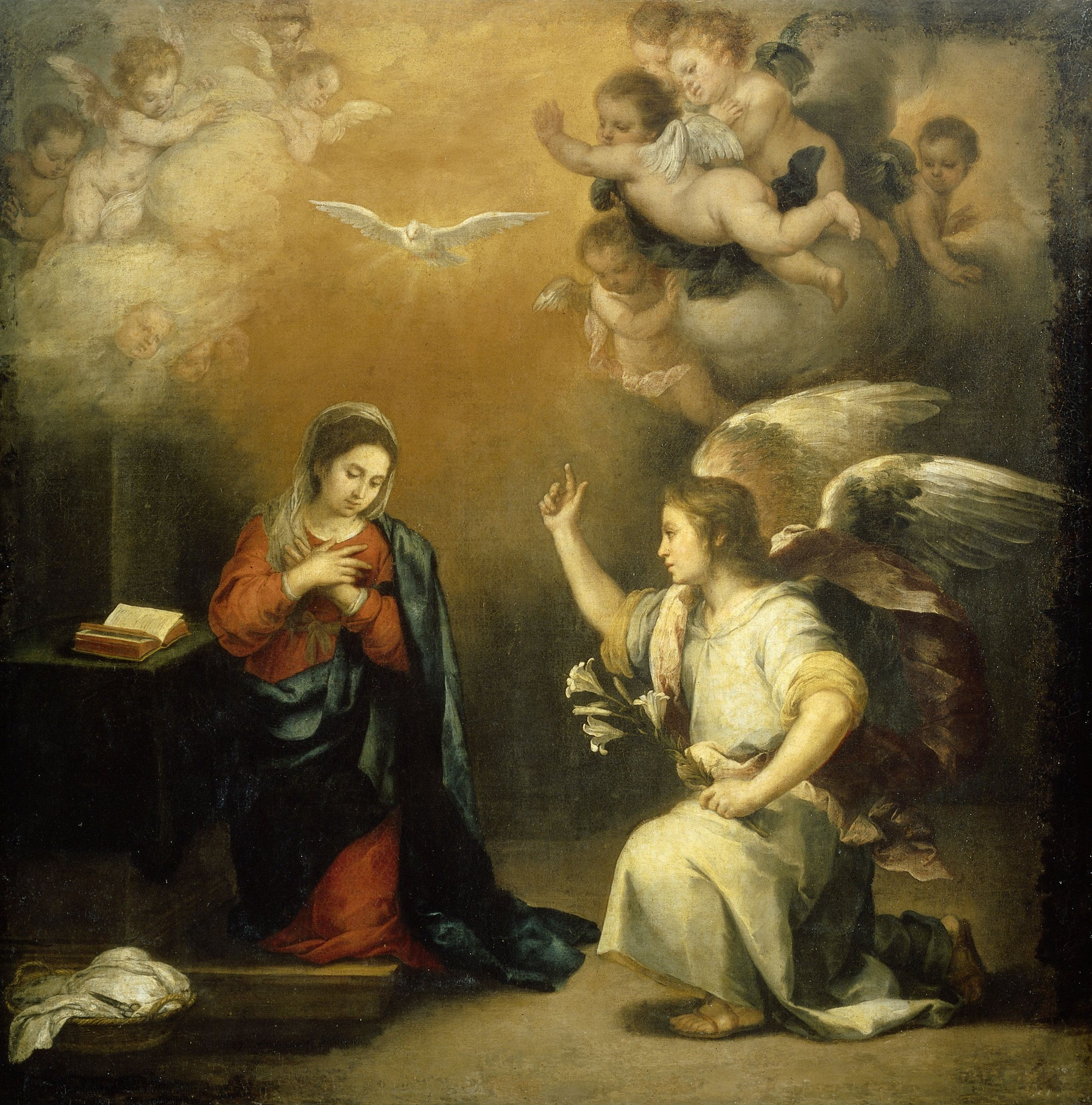
Bartolomé Esteban Murillo - La Anunciación (Rijksmuseum)

Notables interpretaciones modernas incluyen:
- Adaptación para percusión y coro polifónico del grupo Aquabella en su disco Kykellia.[5]
- Versión para órgano y coro de voces blancas por La Maîtrise de Toulouse.[6]
- Una pista del sencillo de Sting Russians (1985) y en su álbum Si en una noche de invierno ... (2009).
- La banda de rock inglesa Marillion grabó una versión para su álbum Christmas.Marillion exclusivo para su club de fans, el cual fue también interpretado en su DVD de 2003 Navidad en la Capilla.
- Los músicos de raíces canadienses Terry McDade y El McDades en el lanzamiento de "Midwinter" en 2001.
- La banda de rock cristrano Jars of Clay grabó una versión para su álbum "Canciones de Navidad" de 2007.
- Charlotte Church grabó una versión de esta canción para el álbum de Vacaciones Sueña un sueño del año 2000.
- Amanda Palmer es presentada en la lista de Vacaciones de Amazon "All Is Bright" cantando la canción a capela acompañada por un coro.
- Madonna utiliza esta referencia a la Virgen María (Intro) en su gira The MDNA Tour en 2012.

- El cantante, compositor y multinstrumentista ucraniano Dilya hizo su versión de «El mensaje de Gabriel» en ucraniano utilizando bandurria, guitarra y órgano con voces femeninas de fondo. Es el primer single de su álbum Navidad, el cual saldrá en diciembre de 2015.